# Palacio consistorial de Groningen
El palacio consistorial de Groningen es el edificio que alberga el consistorio de  Groningen encuentra en la plaza de la Grote Markt. Fue diseñado por el arquitecto Jacob Otten Husly en estilo arquitectónico clasicista y neoclásico neerlandés. Ocupa el sitio de un antiguo ayuntamiento que existía desde el siglo XIII. Durante años, los groningueses se referían a él como el Ayuntamiento Viejo, pero desde la demolición del Ayuntamiento Nuevo en 1996, ha vuelto a desempeñar su función normal como Ayuntamiento.
Frente a él se colocó una placa conmemorativa de la liberación de 1945, y en el lado sur una placa conmemorativa de seis concejales que murieron durante esta guerra.

## Historia
Fue construido sobre el cabildo y la bodega del siglo XV, que fue demolido en 1775. Un concurso encomendado por el ayuntamiento al jurado unipersonal Petrus Camper (amigo íntimo del alcalde de Groningen, Antoon Adriaan van Iddekinge) para un diseño, la primera vez que se hacía arquitectura de esa manera en los Países Bajos para un nuevo consistorio (en el que se inscribieron tres docenas de diseñadores) y fue ganado en 1774 por Jacob Otten Husly, un conocido de Camper. Su diseño original no se ejecutó por falta de dinero. La prosperidad de la ciudad en el siglo XVIII se basó en gran medida en la extracción de turba, pero después de surgió competencia, las ganancias de la ciudad cayeron drásticamente.
En 1792, Husly hizo un diseño sobrio que, sin embargo, incluía el deseado peristilo, el pórtico de entrada elevado en el exterior. Su construcción comenzó en 1793, pero debido a la falta de dinero y la invasión de las tropas francesas alrededor de 1800, el proyecto se retrasó mucho: las obras se paralizaron durante años. Cuando se reanudó el trabajo en 1802, estaba a punto de arruinarse. Se inauguró en 1810. Originalmente, el edificio tenía planta en forma de U. Sin embargo, en 1872 el lado oeste previamente abierto, la parte trasera, fue reconstruido debido a la falta de espacio en el edificio. Así fue como se creó el patio que inicialmente imaginó Husly. Durante este período, fue colocada la veleta de WA Scholten, que vivía frente al ayuntamiento y quería ver de dónde venía el viento. Hoy en día sigue en su lugar.
En 1962, se completó una ampliación (conocida en Groningen como Nieuwe Stadhuis) con el diseño del arquitecto Jo Vegter, un edificio de mármol blanco muy criticado unido por un puente aéreo al Goudkantoor y al Antiguo Ayuntamiento. Tanto los residentes de la ciudad de Groningen como Monumentenzorg estaban en contra de la construcción del nuevo ayuntamiento porque afectaría el carácter histórico del antiguo ayuntamiento debido a la moderna pasarela entre las partes antigua y nueva. Después de mucha insistencia por parte del público, fue demolido en 1996, luego de haber estado en uso durante solo 34 años. Fue reemplazado por el complejo residencial y comercial Waagstraat, diseñado por el arquitecto italiano Adolfo Natalini. Los departamentos que hasta entonces estaban ubicados en el Ayuntamiento Nuevo se trasladaron a una nueva oficina en el Martinikerkhof: el Prefectenhof. Durante esta reforma, también se dotó a la sala de recepción de un suelo de mármol. Esto ya estaba en el dibujo de diseño de Husly, pero luego se eliminó debido a los recortes presupuestarios.

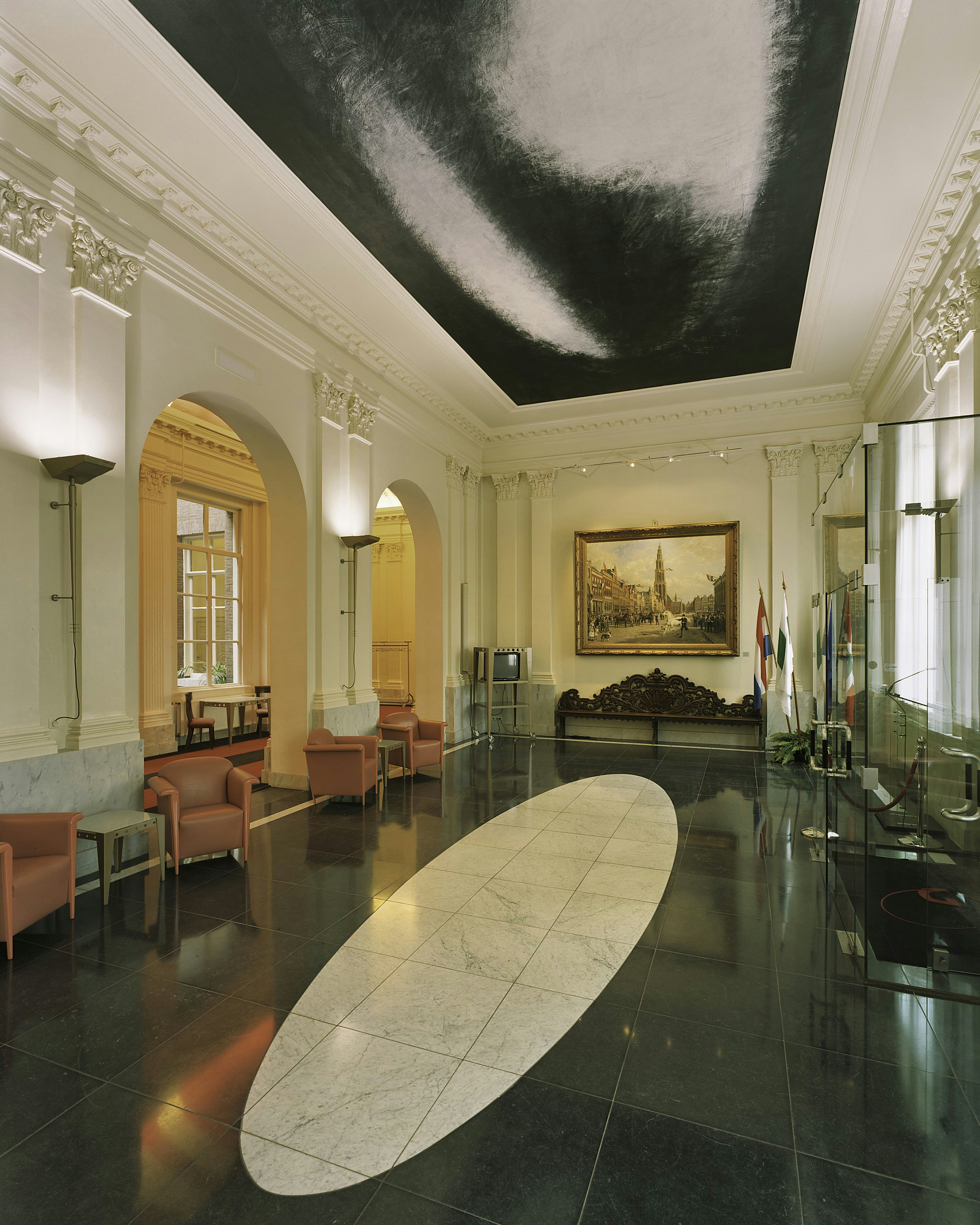
Vestíbulo de entrada, con pintura en el techo de Ruud van de Wint y en la pared " The Horse Inspection " de Otto Eerelman
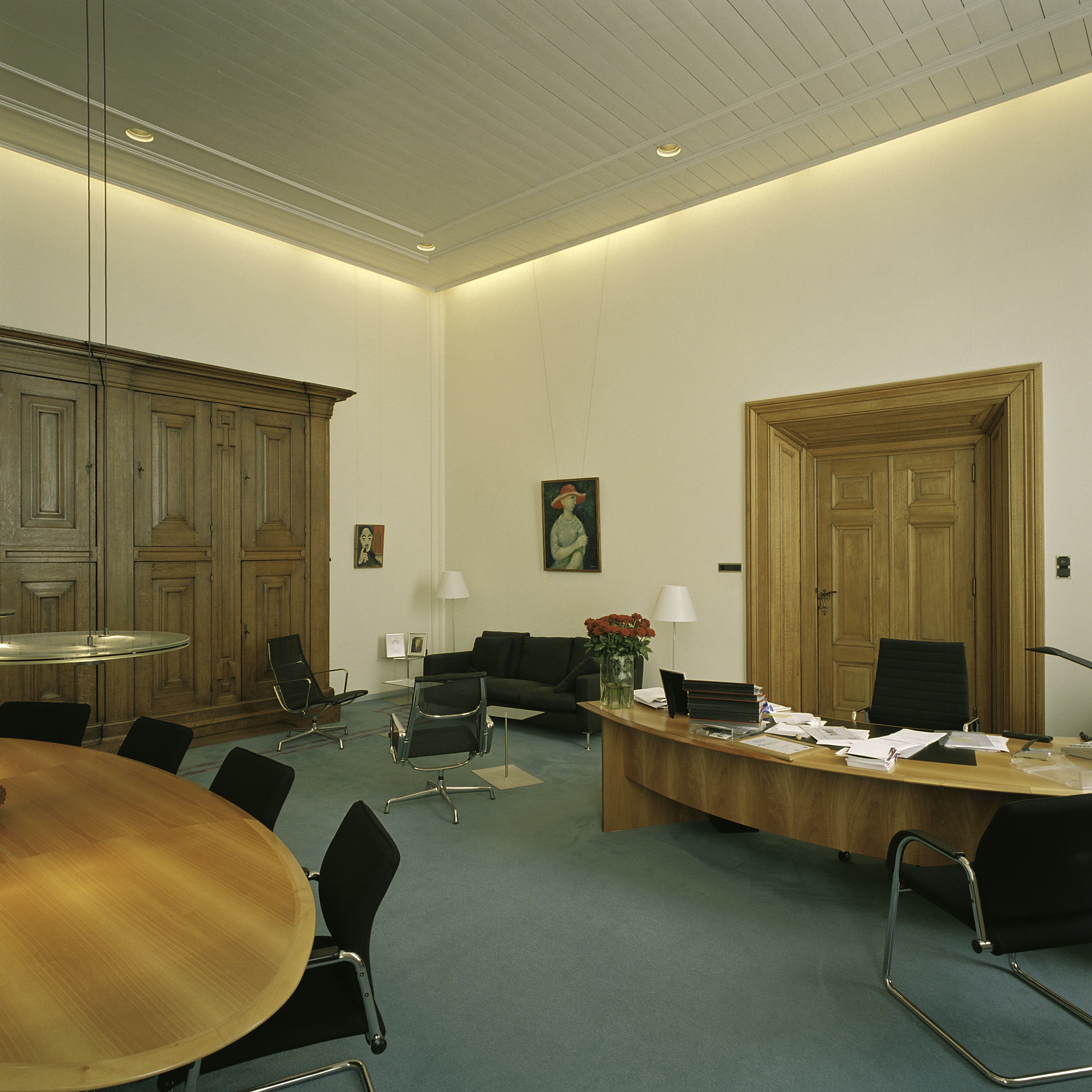
Cámara del alcalde
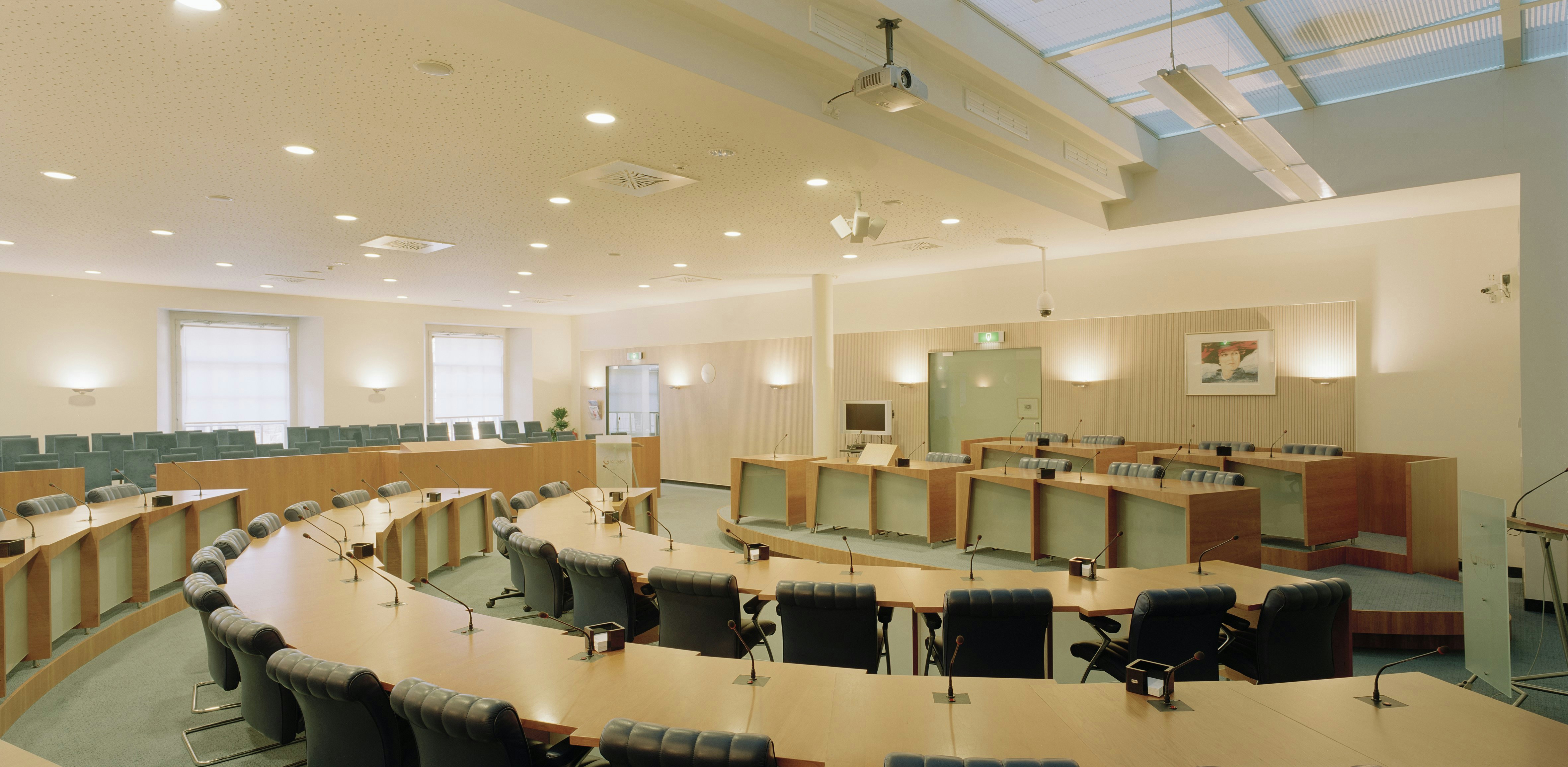
Cámara del Consejo
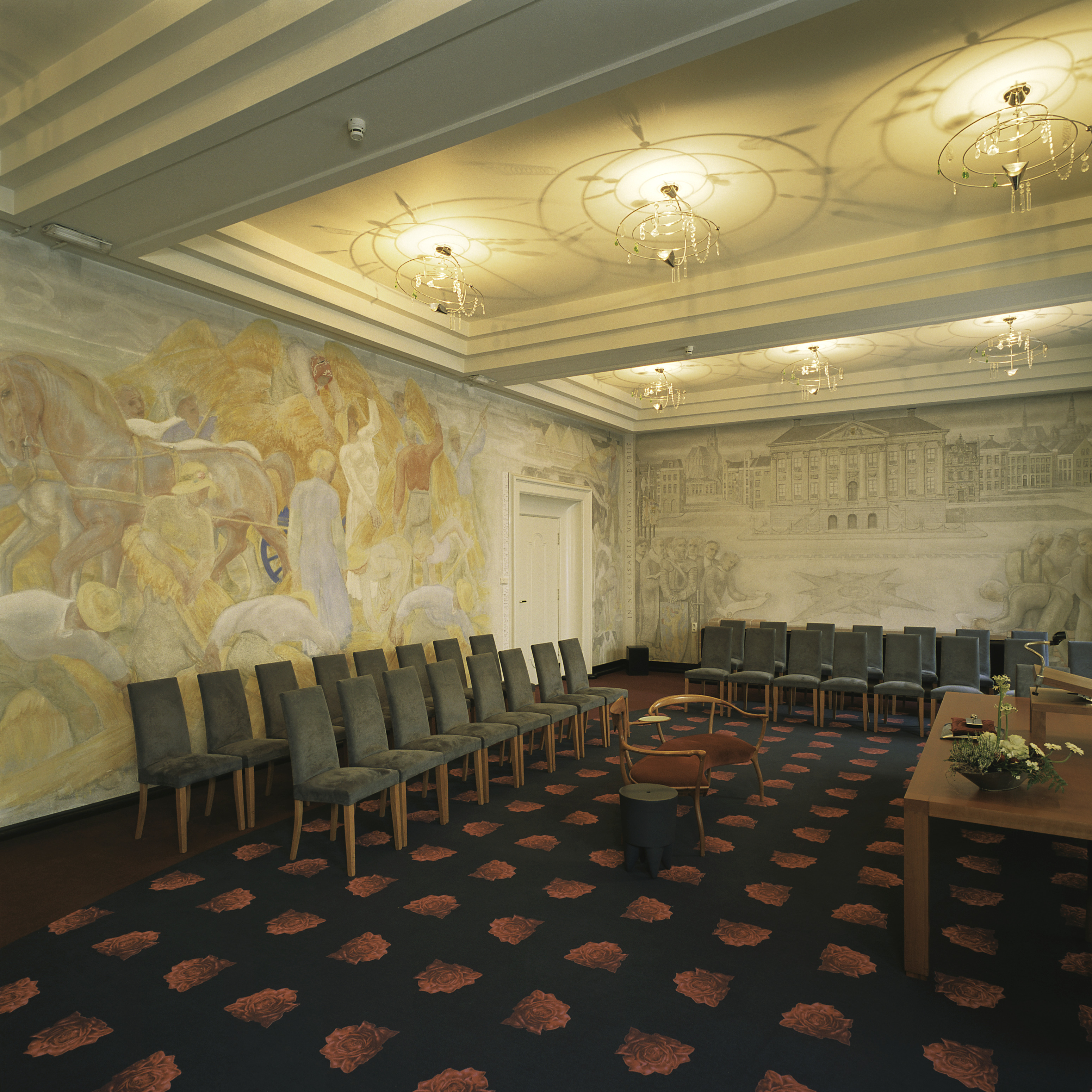
Salon de bodas
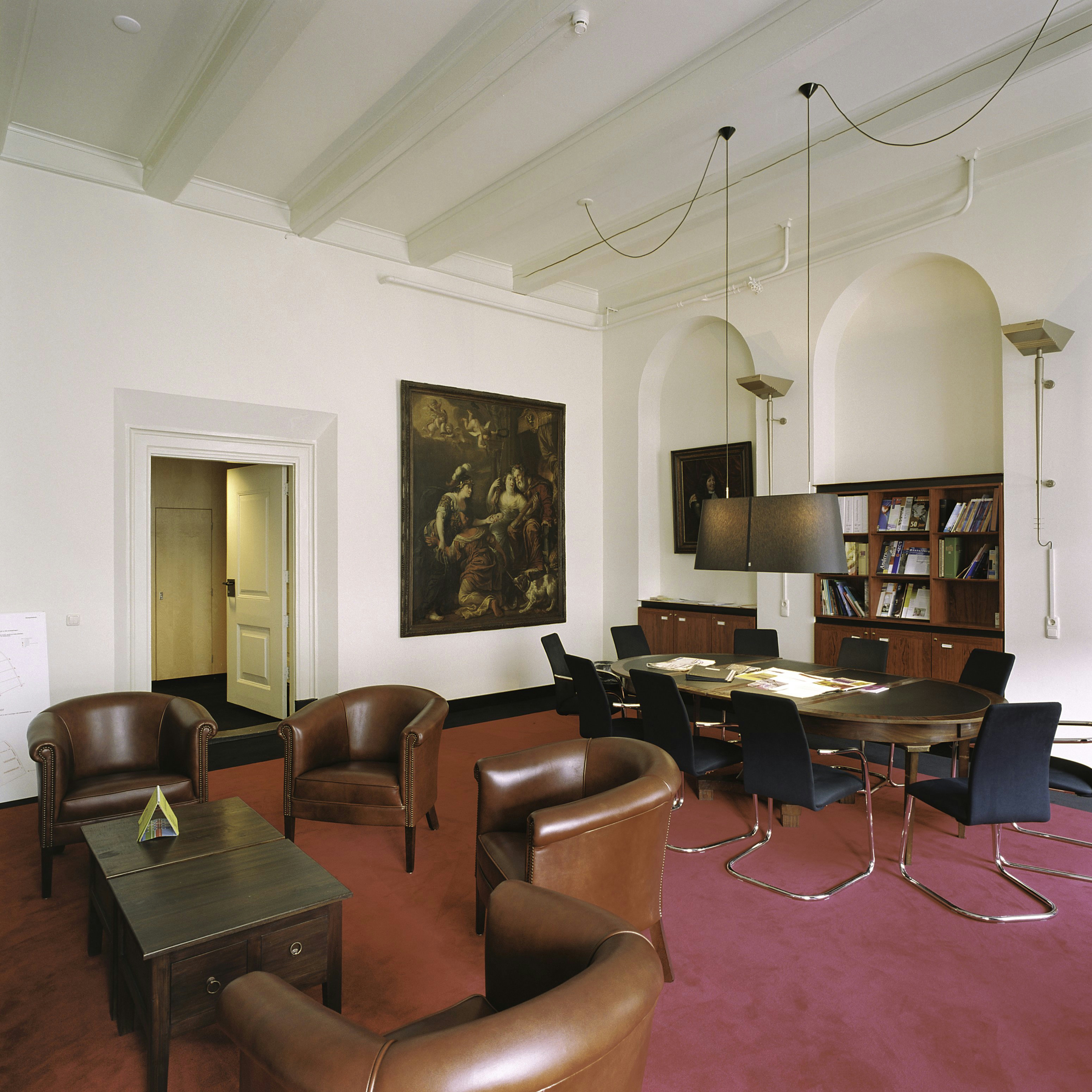

## Descripción
El Libro de Oro de la ciudad de Groningen se conserva en la antigua cámara del consejo en el primer piso. Esto incluye a los ciudadanos honorarios de la ciudad. El consejo de la ciudad de Groningen se reúne en una nueva cámara del consejo más grande en la planta baja. El edificio también es un lugar para bodas.